# Акжигитов, Гаяс Насибуллович
Гая́с Насибу́ллович Акжиги́тов (4 января 1929, Маляевка, Нижне-Волжский край — 3 февраля 2005, Волгоград) — советский российский врач, хирург, доктор медицинских наук (1970), профессор (1973).

## Биография
Родился 4 января 1929 года в татарском селе Маляевка, Ленинский район, Сталинградский округ, Нижне-Волжский край (ныне — Волгоградская область), РСФСР.
В 1955 году окончил лечебный факультет Сталинградского государственного медицинского института. После этого поступает в клиническую ординатуру. В 1957 году назначен заведующим отделением Центральной больницы в городе Камышин.
В 1959 году поступил в аспирантуру при Первом Московском медицинском институте. В 1962 году защитил кандидатскую диссертацию по теме «Состояние гемодинамики у больных хирургическими заболеваниями лёгких в пред- и послеоперационном периодах». После этого остался работать в этом институте младшим, затем старшим научным сотрудником и ассистентом кафедры госпитальной хирургии.
В 1970 году успешно защитил докторскую диссертацию по теме «Клиника, диагностика и лечение острого панкреатита». В 1975 году был избран профессором.
В 1973 году стал первым заведующим кафедрой детской хирургии Волгоградского медицинского института. Затем был руководителем Межобластного центра детской хирургии и главным детским хирургом Волгоградского областного отдела здравоохранения.
Им была проведена большая работа по улучшению хирургической помощи детям в Волгограде. Стал инициатором открытия торакального, травматологического и реанимационного специализированных отделений.
Благодаря его усилиям в Межобластном центре детской хирургии были достигнуты успехи в лечении одного из наиболее тяжелых заболеваний детей — острой гнойной деструктивной пневмонии, после чего удалось снизить смертность детей с 20 до 1,5-2 %.
Занимался изучением проблем в области онкологии, ортопедии, пульмонологии, гастроэнтерологии, фармакотерапии и организации работы органов здравоохранения.
Умер 3 февраля 2005 года в Волгограде.